# São Tomé och Príncipe
São Tomé och Príncipe, formellt Demokratiska republiken São Tomé och Príncipe, är Afrikas näst minsta stat till ytan, belägen utanför Västafrika. De två huvudöarna (São Tomé och Príncipe) är delar i en kedja av öar som består av slocknade vulkaner.

## Historia

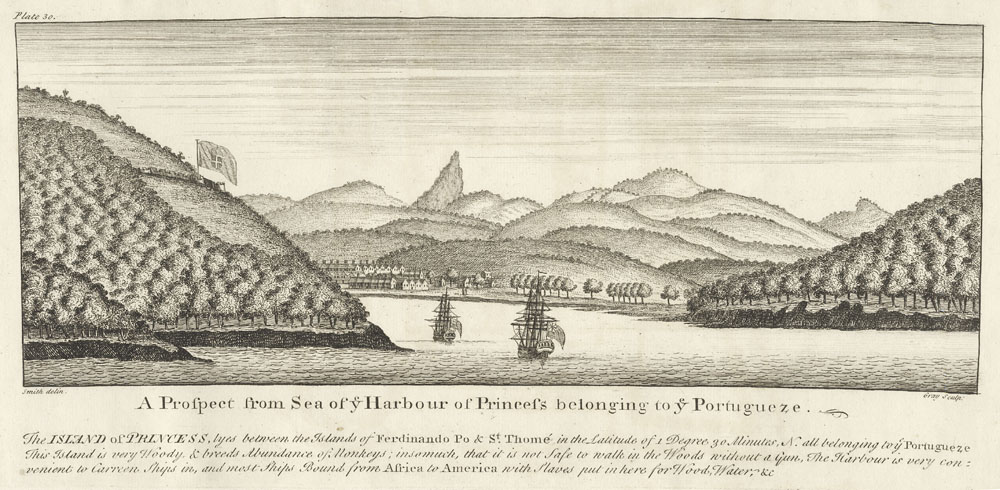
Príncipe 1727

São Tomé och Príncipe upptäcktes och annekterades av Portugal på 1470-talet och var då troligen obebodda. År 1522 inlemmades de i Portugals välde, och portugiserna befolkade dem huvudsakligen med fångar och landsflyktiga judar.
1534 etablerades den första katolska kyrkan av Portugal.
Från början var sockerrörsplantager, som drevs med hjälp av slavar från fastlandet, huvudnäringen.
Från 1800-talet odlades även kaffe och kakao, på plantager med slavarbetskraft. Detta fortsatte in på 1900-talet. Under 1900-talets första hälft etablerades också de första protestantiska kyrkorna i landet.
Sao Tomé och Principe spelade aldrig någon framträdande roll i kampen mellan afrikansk nationalism och portugisisk imperialism på 1960-talet. 
Efter Nejlikerevolutionen i Portugal 1974 blev dock São Tomé och Príncipe självständigt. Movimento de Libertação de São Tomé e Príncipe (MLSTP), och dess ledare Manuel Pinto da Costa tog över makten och bildade en enpartistat inspirerad av det dåvarande Sovjetunionen, dock bekände landet sig som marxist-leninistiskt. 1991 infördes demokrati med flera partier. Samtidigt klipptes bandet till forna Sovjetunionen och Kuba, istället skapades relationer till Väst-länder.
Miguel Trovoada vann det första fria valet 1991. Han blev dock avsatt i en militärkupp 1995. Efter omvärldens hot om indraget bistånd återinsattes han redan efter en vecka. 1996 återvaldes Trovoada.
2001 lyckades oppositionsledaren Fradique de Menezes vinna presidentvalet. Efter några månader utbröt en konflikt mellan Menezes och parlamentet. 2003 avsattes han i en ny militärkupp. Men även denna gång återinsattes presidenten efter omvärldens krav och medling. 2006 omvaldes han.
Efter militärkuppen 2003 har val och regeringsskiften varit fredliga.
Under Biafra-kriget flögs mat från São Tomé och Príncipe sponsrat av kristna hjälporganisationer.

## Geografi
Landet ligger i Guineabukten, 275 km från Gabons kust, i Centralafrika, precis norr om ekvatorn.
Landet består av huvudöarna São Tomé och Príncipe, samt de mindre öarna Caroço, Pedras, Rõlas, Tinhosa Grande och Tinhosa Pequena. Det är cirka 140 km mellan de två huvudöarna. São Tomé är ovalformad och större än systerön Príncipe.

### Topografi

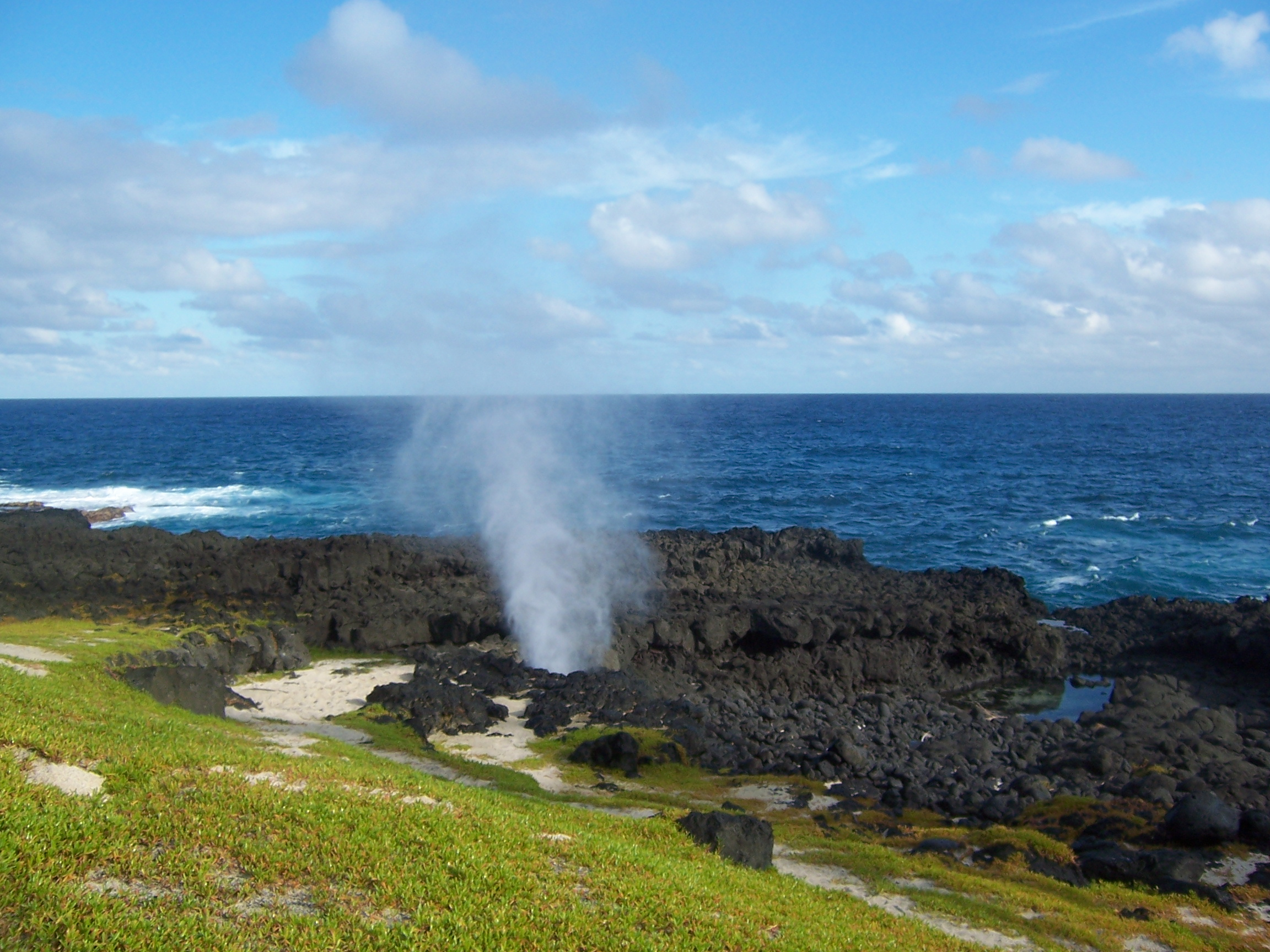
Gejsern Furnas på São Tomé och Príncipe

Tomé och Príncipe är vulkanöar med lågland mot kusten. Det högsta berget är 2 024 meter över havet. Ungefär 50 % av marken var år 2018 jordbruksmark och 28 % skog. Skogen består i huvudsak av tropisk regnskog.

### Hydrografi
Det förekommer kraftigt strömmande vattendrag på öarna.

### Klimat
Klimatet är tropiskt med en jämn temperatur på 27⁰ C. På bergshöjder är temperaturen lägre, runt 20⁰ C.
Regnperiod är från oktober till maj. På bergshöjderna är årsnederbörden cirka 2000 mm per år medan det övriga landet har ca 1000 mm nederbörd per år. Juni till september är det torrperiod, gravana.

### Miljöproblem
Några av landets miljöproblem är frekventa översvämningar, jorderosion och torka.

## Styre och politik

### Författning och styre
Landet är en presidentiell republik med flerpartisystem.
Presidenten har den verkställande makten, är överbefälhavare och utser regeringen. Presidenten är även statschef. Presidenten väljs i allmänna val vart femte år och kan sitta i högst två mandatperioder. Presidenten är ansvarig inför parlamentet.
Parlamentet har den lagstiftande makten. Parlamentet består av 55 ledamöter och väljs i allmänna val vart fjärde år.
Premiärministern föreslås av presidenten och godkänns av parlamentet. Premiärministern leder regeringens arbete och svarar inför både presidenten och parlamentet.
Den nuvarande författningen antogs 2003. Av den framgår att det ska råda maktdelning. Príncipe har lokalt självstyre.
Den verkställande makten delas mellan president och regering.
Konstitutionen garanterar yttrandefrihet, vilket också respekteras.

### Administrativ indelning
São Tomé och Príncipe är indelat i två provinser; São Tomé respektive Príncipe. Príncipe-provinsen har självstyre sedan april 1995.
São Tomé och Príncipe är indelat i sex distrikt och en autonom region: São Tomé och Príncipe.

### Rättsväsen
Rättsväsendets består av Högsta domstolen (5 domare), Författningsdomstol (5 domare varav 3 är från Högsta domstolen) samt en första instansens domstol.
Rättsväsendet är präglat av den tidigare kolonialmakten Portugals rättssystem.
Rättsväsendets har problem med bristande kompetens och korruption.

### Internationella relationer
Portugal, som tidigare var kolonialmakten, är 2022 fortfarande den viktigaste handelspartnern samt bidragsgivare. Andra viktiga partners är Angola, Frankrike, Brasilien och Kina.
São Tomé och Príncipe har även internationellt eller regionalt engagemang i följande organisationer:
ACP, AfDB, AOSIS (Alliance of Small Island States), Afrikanska unionen, CD, CEMAC, CPLP, EITI (Extractive Industries Transparency Initiative, kandidatland 2022), FAO, Förenta nationerna, G77, IBRD, ICAO, ICRM, IDA, IFAD, IFC, IFRCS, ILO, Internationella valutafonden, IMO, Interpol, IOC, IOM (adjungerad), IPU, ITU, ITUC (NGOs), MIGA, NAM, OIF, OPCW, PCA, UNCTAD, Unesco, UNIDO, Union Latina, UNWTO, UPU, WCO, Världshälsoorganisationen, WIPO, WMO, WTO (adjungerad)

### Försvar
São Tomé och Príncipe hade år 2009 ett litet försvar som i huvudsak bestod av polisstyrkor. Det fanns även mindre armé, marin samt presidentgarde. År 2021 beräknas försvaret ha 400-500 anställda fördelat på kustbevakning, nationalgarde, presidentgarde och armé. Det gör att São Tomé och Príncipe har det minsta försvaret i Afrika. Försvaret har fått både teknisk assistans och utbildning från bland annat Portugal, Angola och USA.
Vid 18 år ålder är det obligatorisk militärtjänstgöring, från 17 år kan man göra frivillig militärtjänstgöring.

## Ekonomi och infrastruktur

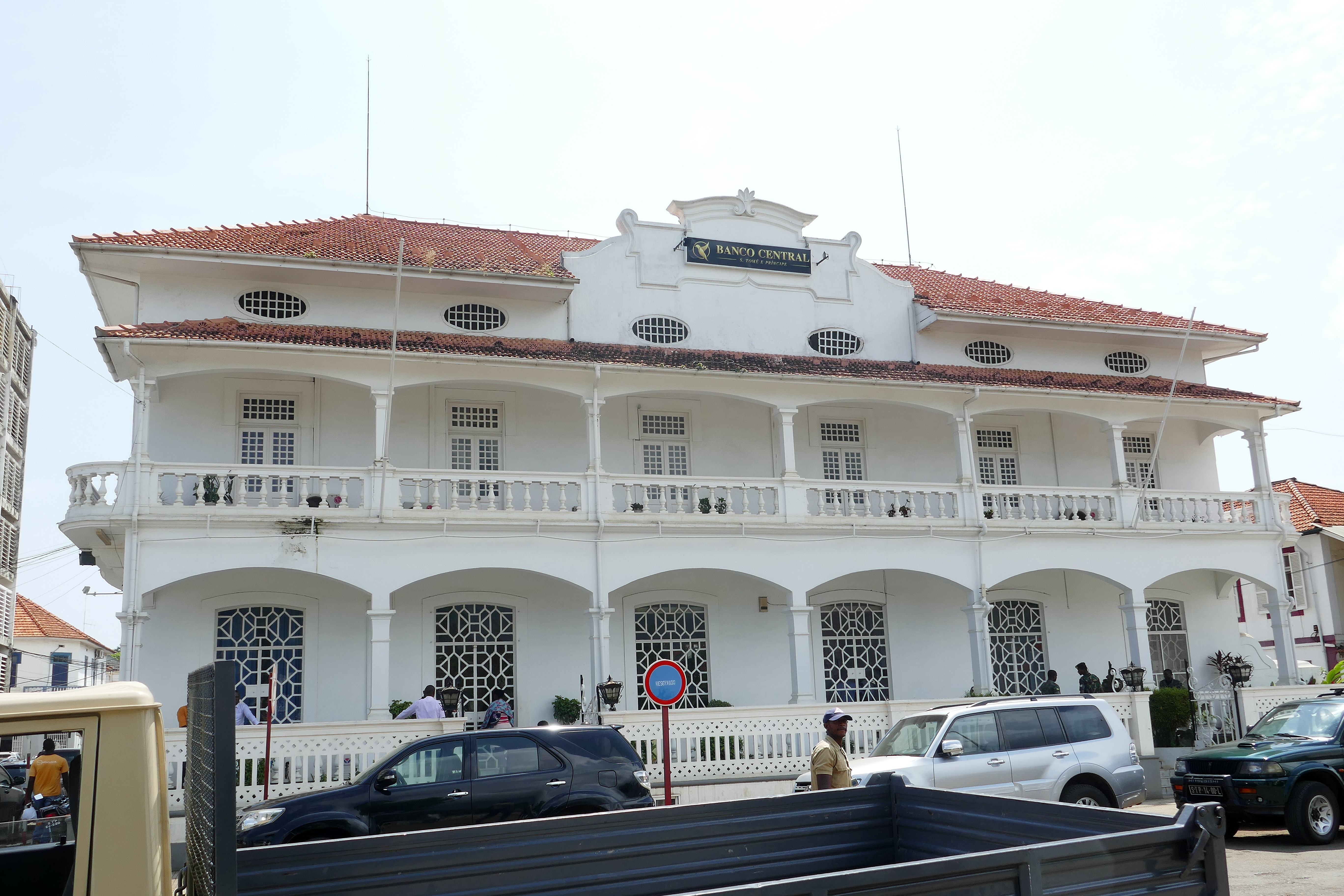
Landets centralbank i huvudstaden São Tomé.

São Tomé och Príncipes ekonomi är en av Afrikas minsta ekonomier. Landets ekonomi påverkas starkt av omvärlden och är beroende av exporten av kakao, och därmed också av priset på kakaon.
I början av 2000-talet gjorde det stora beroende av bland annat matimport i kombination med liten egen industrisektor att utlandsskulden växte och São Tomé och Príncipe blev beroende av internationellt ekonomiskt stöd. Samtidigt gick privatiseringen av ekonomin långsamt efter att landet blivit en demokrati.
Under 2000-talet har ekonomin ändå växt till följd av offentliga investeringar, bistånd och statliga lån. Parallellt med detta har jordbruket och turismen ökat liksom utländska investeringar på grund av den förväntade oljeproduktionen.
År 2017 beräknades 66,7 % av invånarna leva under fattigdomsgränsen,  medan ca 30 % räknas som fattiga enligt den snävare internationella fattigdomsgränsen på 1,90 dollar per dag. Något som inte ändrats nämnvärt sen millennieskiftet. Under coronapandemin har bland annat Världsbanken bidragit med omfattande stöd.

### Näringsliv

#### Jord- och skogsbruk, fiske
Trots att vattnen är fiskrika och att jordbruket sysselsätter en stor andel av invånarna så importeras ungefär hälften av all mat.

#### Energi och råvaror
Under början av 2000-talet hittades oljefyndigheter. Till andra naturtillgångar hör fisk och vattenkraft
År 2016 beräknades 88 % av elektriciteten genereras av fossila bränslen. 11 % genererades av vattenkraft. Cirka 60 % av befolkningen har tillgång till elektricitet.

#### Industri
Industrin tillverkar till största del textilier och förbrukningsmaterial.

### Handel
2012 var landets viktigaste handelspartners Portugal, Nederländerna, Frankrike och Japan.

### Infrastruktur

#### Utbildning och forskning
Grundskola för barn mellan 7 och 14 år är obligatorisk och nästan alla barn börjar skolan. Nästan 15 % slutar skolan i förtid. Portugisiska är undervisningsspråk.
Ett portugisiskt universitet har filial i landet.
5,9 % av landet BNP spenderas på utbildning. 2020 hade landet 209 skolor.

#### Sjukvård, andra viktiga samhällstjänster
Genom att slå samman flera mindre sjukhus har landet år 2022 ett större medicinskt centrum placerat i huvudstaden. Läkemedel och medicinsk utrustning importeras, vilket är sårbart för en liten ekonomi. Detta har varit särskilt tydligt under Coronapandemin.

## Befolkning

### Demografi

#### Folkgrupper
Mestico, Angolares (ättlingar till angolanska slavar), Forros (ättlingar till befriade slavar), Servicais (kontraktsanställda från Angola, Moçambique och Cabo Verde), Tongas (barn till servicais födda på öarna), européer (främst portugiser), asiater ( mestadels kinesiska))

### Religion
Även katolicismen varit närvarande i landet under lång tid har dess inflytande begränsats till att omfatta traditioner som dop och begravning. Äktenskap är monogama, men män lever i regel som polygyna.
När det gäller religiös tillhörighet i landet är 55,7 procent av befolkningen katoliker, medan 4,1 procent tillhör Sjundedagsadventisterna och 3,4 procent är anslutna till Assembly of God eller Pingstkyrkan. Nyapostolister utgör 2,9 procent, Mana 2,3 procent och Universal Kingdom of God 2 procent. Jehovas vittnen står för 1,2 procent, medan övriga religioner omfattar 6,2 procent. Dessutom uppger 21,2 procent att de inte har någon religion, och 1 procent är ospecificerat enligt en uppskattning från 2012.

### Sociala förhållanden
Befolkningen är väldigt ung, mer än 60 % av invånarna är under 25 år. Befolkningens medianålder 2020 var 19,3 år.

## Kultur
Kulturen är en blandning av portugisiska och afrikanska influenser.

### Massmedier

#### Radio och television
Radio- och TV-stationer är statligt ägda. Det är dock inte förbjudet för andra att sända. Portugisiska och Franska radiokanaler kan nås. Konstitutionen garanterar yttrandefrihet.

### Idrott
Fotboll har alltid varit den mest populära sporten och den första lokala föreningen bildades år 1931.
Varje år den 12 mars hålls en årlig sport-festival där man tävlar i alla möjliga sporter. 1996 ställde São Tomé och Príncipe för första gången upp i OS.

## Internationell rankning
| Oisation                                    | Undersökning                   | Rankning                           |
| ------------------------------------------- | ------------------------------ | ---------------------------------- |
| Heritage Foundation/The Wall Street Journal | Index of Economic Freedom 2019 | 134 av 180                         |
| Reportrar utan gränser                      | Pressfrihetsindex 2019         | N/A                                |
| Transparency International                  | Korruptionsindex 2018          | 64/46 rankning/index av 180 länder |
| FN:s utvecklingsprogram                     | Human Development Index 2018   | 137 av 189                         |